# Кубок Азербайджану з футболу 1999—2000
Кубок Азербайджану з футболу 1999–2000 — 9-й розіграш кубкового футбольного турніру в Азербайджані. Переможцем вчетверте став Кяпаз.

## 1/8 фіналу
Перші матчі відбулися 3 квітня, а матчі-відповіді 11 квітня 2000 року.
| Команда 1                 | Заг.         | Команда 2         | 1-й матч | 2-й матч |
| ------------------------- | ------------ | ----------------- | -------- | -------- |
| Шафа-2 (2)                | 1:6          | Нефтчі (Баку)     | 0:3      | 1:3      |
| Шамкір                    | 1:1 (ч)      | Вілаш Масали      | 1:1      | 0:0      |
| Кяпаз                     | 5:1          | Ким'ячи (Сумгаїт) | 5:0      | 0:1      |
| Туран                     | 1:1 пен. 4:5 | Карабах (Агдам)   | 0:1      | 1:0 дч   |
| Хазар Університеті (Баку) | 3:6          | Шафа              | 2:2      | 1:4      |
| ОІК                       | 0:3          | АНС Пивані (Баку) | 0:2      | 0:1      |
| Деніз Нефтчілері (3)      | 2:14         | Динамо (Баку)     | 1:4      | 1:10     |
| Азерсун (3)               | 5:0          | Шахдаг (Губа) (2) | 2:0      | 3:0      |

## Чвертьфінали
Матчі відбулися у квітні 2000 року.
| Команда 1         | Заг.    | Команда 2     | 1-й матч | 2-й матч |
| ----------------- | ------- | ------------- | -------- | -------- |
| АНС Пивані (Баку) | 0:2     | Нефтчі (Баку) | 0:1      | 0:1      |
| Вілаш Масали      | 2:0     | Азерсун (3)   | 2:0      | 0:0      |
| Динамо (Баку)     | 1:1 (ч) | Кяпаз         | 1:1      | 0:0      |
| Карабах (Агдам)   | 2:1     | Шафа          | 0:0      | 2:1      |

## Півфінали
Перші матчі відбулися 3 травня, а матчі-відповіді 17 травня 2000 року.
| Команда 1       | Заг. | Команда 2     | 1-й матч | 2-й матч |
| --------------- | ---- | ------------- | -------- | -------- |
| Кяпаз           | 1:0  | Нефтчі (Баку) | 1:0      | 0:0      |
| Карабах (Агдам) | 2:1  | Вілаш Масали  | 1:0      | 1:1      |

## Фінал
| 28 травня 2000 |

| Кяпаз                       | 2:1      | Карабах (Агдам) |
| --------------------------- | -------- | --------------- |
| Р.Мамедов 53' Р.Ахмедов 69' | Протокол | Шагулієв 90'    |

| Республіканський стадіон імені Тофіка Бахрамова, Баку Глядачів: 6 000 Арбітр: Х.Мамедов |